# Ballyhooly
Ballyhooly (iriska: An Baile Átha hÚlla) är en ort i republiken Irland.   Den ligger i grevskapet County Cork och provinsen Munster, i den södra delen av landet, 200 km sydväst om huvudstaden Dublin. Ballyhooly ligger 64 meter över havet och antalet invånare är 412.
Terrängen runt Ballyhooly är platt åt nordost, men åt sydväst är den kuperad. Runt Ballyhooly är det glesbefolkat, med 13 invånare per kvadratkilometer. Närmaste större samhälle är Fermoy, 8,6 km öster om Ballyhooly. Trakten runt Ballyhooly består i huvudsak av gräsmarker.